# Хэмми, Масаки
Маса́ки Хэ́мми (яп. 辺見 昌樹 Хэмми Масаки, род. 14 августа 1986, Токио) — японский футболист, выступавший на позиции опорного полузащитника.

## Биография
В детстве Масаки Хэмми вместе с родителями переехал в Соединённые Штаты Америки, позднее он пошёл учиться в университет Нью-Мексико, где и начал играть в футбол. В 2006 году Хэмми присоединился к клубу «Колорадо Рэпидз», где играл вплоть до 2008 года в молодёжной команде.
В 2009 году Масаки Хэмми перешёл в ряды «Портленд Тимберс», где также играл в молодёжном составе. А в 2010 году он отправился в Европу, где пополнил ряды любительского немецкого клуба «Виктория 08» из Арнольдсвайлера.
В марте 2011 года Хэмми подписал свой первый профессиональный контракт с пуэрто-риканским клубом «Севилья» из Хункоса. Но в июле того же года Хэмми вновь вернулся в Европу и заключил контракт с латвийским клубом «Гулбене». И уже во втором своём матче он отличился дублем, в добавленное время 1/8 финала Кубка Латвии по футболу.
В начале 2012 года Масаки Хэмми вернулся в США, где подписал контракт с клубом «Рочестер Райнос» из лиги USL Pro.
В 2013—2014 годах Хэмми выступал за любительский клуб «Реал Колорадо Фоксес» из четвёртого по уровню дивизиона США.